# Mount Strathcona
Mount Strathcona ist ein 1380 m hoher Berg im ostantarktischen Königin-Marie-Land. Er ragt 18 km südlich des Mount Barr Smith an der Westflanke des Denman-Gletschers aus dem Antarktischen Eisschild auf.
Teilnehmer der Australasiatischen Antarktisexpedition (1911–1914) unter der Leitung des australischen Polarforschers Douglas Mawson entdeckten ihn. Mawson benannte ihn nach Donald Smith, 1. Baron Strathcona and Mount Royal (1820–1914), Hochkommissar Kanadas im Commonwealth of Nations von 1896 bis zu seinem Tod und Sponsor von Mawsons Forschungsreise.